# Borisov
Borisov (Barysaw, oficialmente transliterado como Barysaŭ, em bielorrusso:  Бары́саў; em russo:  Бори́сов, (em polonês/polaco:  Borysów) é uma cidade na Bielorrússia situada perto do Rio Berezina na região de Minsk. Com uma população de cerca de 145 000 habitantes, fica a cerca de 74 km a nordeste de Minsk.

## História
Barysaw é mencionado pela primeira vez no Codex de Laurent como sendo fundado (como Borisov) em 1102 pelo príncipe Rogvolod Vseslavich de Polotsk, que tinha um nome batismal Boris (o nome da cidade significa literalmente Boris '). Nos dois séculos seguintes, foi incendiada e reconstruída um pouco ao sul de sua localização original.
No final do século XIII, tornou-se parte do Grão-Ducado da Lituânia. Em 1569 (depois da União de Lublin) tornou-se parte da Comunidade Polaco-Lituana, e depois tornou-se parte do Império Russo em 1793 como resultado da Segunda Partição da Polónia.
Em 22 de janeiro de 1796, o brasão da cidade foi estabelecido (decreto 17435) por Estanislau II Augusto da Polônia, a metade superior contendo o brasão de armas de Minsk, enquanto a metade inferior tinha duas torres estilizadas em um fundo prateado com uma passagem entre eles e São Pedro acima das torres segurando uma chave na mão. Naquela época, Barysaw era uma cidade uyezd.
Em 1812, Barysaw tornou-se um local crucial quando as tropas de Napoleão Bonaparte cruzaram o rio Berezina. Os franceses fizeram uma travessia na cidade, mas escaparam com sucesso dos exércitos perseguidores construindo duas pontes de madeira ao norte da cidade, em Studianka. Este evento é reencenado por militares locais durante festivais da cidade. Um canhão da era napoleônica é mantido pelo museu da cidade.
Em 1871, a ferrovia entre Brest e Moscou passou perto de Barysaw, e uma estação foi construída lá. Em 1900, a área ao redor da estação foi anexada à cidade. Em novembro de 1917, a área tornou-se parte da Rússia Soviética, mas foi ocupada pela Alemanha e depois pela Polônia, de 1918 a 1920, após o que a República Socialista Soviética da Bielorrússia foi estabelecida.
Durante a Segunda Guerra Mundial, Barysaw foi ocupada pela Alemanha Nazista de 2 de julho de 1941 a 1 de julho de 1944, e a maior parte da cidade foi destruída. Mais de 33.000 pessoas foram mortas em seis campos da morte que foram construídos em torno da cidade.
Desde maio de 1948, a cidade abriga a sede do 7º Exército de Tanques, que se tornou o 65º Corpo do Exército e depois o Comando Operacional do Oeste Norte das Forças Armadas da Bielorrússia em 2001. Nos anos 2000, o Chefe da Administração da Cidade, ou Prefeito, foi Vassily Burgun.